# پل روتا
پل روتا (انگلیسی: Paul Rotha; ۳ ژوئن ۱۹۰۷ – ۷ مارس ۱۹۸۴) فیلم‌سازی، تاریخ سینما اهل انگلستان بود.